# Adolph Albert Dresler
Adolph Albert Dresler (* 20. Juni 1781 in Siegen; † 29. Mai 1846 ebenda) war ein deutscher Kaufmann und Politiker.
Dresler war der Sohn des Kaufmanns Jakob Heinrich Dresler und dessen Ehefrau Agnes Katharine geborene Hansfroth. Er erhielt zunächst Hausunterricht und besuchte dann eine Schule in Karlsruhe. 1804 heiratete Dresler, der evangelischer Konfession war, Dorothea Henriette Schenck, die Tochter des Rats und Amtmanns Johann Henrich Schenck in Hilchenbach. Er übernahm das väterliche Handelsgeschäft und lebte als Kaufmann und Fabrikteilhaber in Siegen.
Dort engagierte er sich auch früh in öffentlichen Ämtern. In Nassau-Oranien hatte Siegen eine Stadtverfassung mit einem Führungsgremium, dass aus einer Rats- und einer Schöffenbank bestand, über der der Stadtschultheiß und die Bürgermeister standen. Dresler wurde Ratsherr und dort für das städtische Bauwesen zuständig. In der Franzosenzeit wurde Siegen 1806 Teil des Großherzogtums Berg. Dresler wurde Departementsrat im Département Sieg. Nach dem Ende der französischen Herrschaft wurde er 1813 Hauptmann des Landsturms. Mit dem Wiener Kongreß wurde Siegen 1816 preußisch. 1833 bis 1836 war Dresler für den Stand der Städte, den Wahlbezirk Herzogtum Westfalen und die Stadt Siegen Abgeordneter im Provinziallandtag der Provinz Westfalen. Nach der Einführung der neuen Städteordnung 1836 wurde er Stadtverordnetenvorsteher von Siegen. 1840 wurde er zum Kommerzienrat ernannt.